# Karl Dröll
Karl Dröll (* 10. März 1897 in Frankfurt am Main; † 7. Februar 1969 in Bernau bei Berlin) war ein deutscher Politiker der Kommunistischen Partei Deutschlands (KPD), der 1943 im sowjetischen Exil als Opfer Stalinscher Säuberungen zehn Jahre nach Tomsk in Sibirien verbannt wurde. 1955 durfte er in die Deutsche Demokratische Republik (DDR) ausreisen und war später Redakteur bei der Nachrichtenagentur Allgemeiner Deutscher Nachrichtendienst (ADN).

## Leben
Dröll, Sohn eines Bäckermeisters, arbeitete nach dem Abschluss der Volksschule als Drogist. Er wurde 1914 eingezogen und kämpfte bis 1918 im Ersten Weltkrieg. Nach einer Verwundung wurde er 1918/19 in Berlin zunächst bei der Demobilisierungsbehörde angestellt. 1919 trat er in die Unabhängige Sozialdemokratische Partei Deutschlands (USPD) ein und arbeitete als Bürogehilfe beim Magistrat von Groß-Berlin. Nachdem das Anschaffungsamt in eine städtische Gesellschaft umgewandelt worden war, war er dort als Handlungsgehilfe tätig. 1925 trat Dröll dem Rotfrontkämpferbund (RFB) bei und wurde 1926 Mitglied der KPD. Er war ehrenamtlich zuerst im Bezirk Neukölln und später im Bezirk Mitte für die KPD tätig und wurde in die KPD-Bezirksleitung Berlin-Brandenburg gewählt. Von 1929 bis 1933 war er Stadtverordneter für den Wahlkreis 1 Berlin-Mitte. 1930 wählte ihn die Bezirksversammlung Berlin-Mitte zum unbesoldeten Stadtrat. Der Oberpräsident der Provinz Brandenburg verwehrte ihm jedoch aus politischen Gründen die Bestätigung und er konnte sein Amt nicht ausüben. 1931 verlor Dröll seine Stelle bei der Berliner Anschaffungsgesellschaft und arbeitete danach als Angestellter der Vertriebsgesellschaft für Russische Ölprodukte AG (DEROP), zuletzt als stellvertretender Filialleiter.
Nach der Machtübernahme der Nationalsozialisten wurde er am 1. April 1933 festgenommen und drei Monate in der Strafanstalt Plötzensee festgehalten. Im September 1933 emigrierte er mit seiner Frau Herta Dröll, geborene Neumann (* 9. Februar 1896; † 15. November 1979), und seinem Sohn Hermann (* 11. Oktober 1921; † 1942) in die Niederlande, wo er für die sowjetische Handelsgesellschaft Exportchleb arbeitete. 1935 verkleinerte die Exportchleb ihren Betrieb und entließ Dröll. Dröll erhielt jedoch mit seiner Familie die Erlaubnis zur Emigration in die Sowjetunion. Dort arbeitete er im Klub ausländischer Arbeiter, als Übersetzer bei der Kommunistischen Internationale (Komintern) und als Redakteur beim Deutschen Volkssender. Im November 1942 wurde Dröll wegen „mangelnder Wachsamkeit“ und „weil er der verbrecherischen Verbreitung von profaschistischen Gerüchten durch Hedeler nicht entgegengetreten ist, sie sogar duldete und die Parteileitung davon nicht informierte“ aus der KPD ausgeschlossen. Dröll wurde mit seiner Familie nach Tomsk in Sibirien verbannt. Er war dort als Heizer tätig, seine Frau als Arbeiterin. Ihr gemeinsamer Sohn starb 1942 in Tomsk an Tuberkulose.
Nach über zehn Jahren durfte Dröll 1955 mit seiner Frau in die DDR ausreisen. 1956 beschloss die Zentrale Parteikontrollkommission der SED, seine KPD-Mitgliedschaft seit 1926 anzuerkennen, was einer Rehabilitierung gleichkam. Dröll wurde zunächst Redakteur bei der Nachrichtenagentur ADN und später Leiter des Hermann-Duncker-Archivs der Gewerkschaftshochschule „Fritz Heckert“ in Bernau bei Berlin.